# Synchronistische Geschichte (Assyrien)
Die Synchronistische Geschichte (auch Chronik 21) berichtet über die Beziehungen Assyriens und Babyloniens zwischen 1400 v. Chr. und 800 v. Chr. Sie beginnt mit dem Vertrag des assyrischen Königs Aššur-bel-nišešu mit dem babylonischen König Kara-indaš und endet mit Ereignissen während der Herrschaft Adad-nīrārī III.

## Überlieferung
Die erhaltenen Abschriften stammen sämtlich aus der Bibliothek des Aššurbanipal. Aus dem Text geht jedoch hervor, dass er auf einer Stele niedergeschrieben wurde – es handelt sich entweder um eine Abschrift, oder um die Vorlage. Etwa ein Drittel des Textes ist nicht erhalten.
Die Chronik wurde aus assyrischer Sicht geschrieben, denn am Ende des Textes wird der Wunsch geäußert, dass "das Lob Aššurs bis in ferne Tage gepriesen und die Verbrechen Sumers und Akkads (=Babylonien) bis in jedes Viertel (der Welt) berichtet werden möge".